# Philippe de Hochberg
Pour les articles homonymes, voir Hochberg (homonymie).
 (août 2021).
Philippe de Hochberg ou Philippe de Bade-Sausenberg, né à Neuchâtel en 1453 et mort à Montpellier le 9 septembre 1503, fut comte de Neuchâtel (1487), maréchal de Bourgogne (1477) puis gouverneur et grand sénéchal de Provence (1488).

## Biographie
Philippe de Bade-Sausenberg dit de Hochberg, appartient à la maison de Bade-Sausenberg, lignée cadette des Bade-Hachberg. Il est le fils de Rodolphe IV de Bade-Sausenberg (1430-1487) et de Marguerite de Vienne, héritière de Ste-Croix en tant que petite-fille de Guillaume de Vienne, et le filleul du duc Philippe le Bon ; en 1474, il abandonna pourtant le service de Charles le Téméraire, fils de Philippe le Bon, préférant ne pas avoir à combattre les cantons confédérés. Il rallia ainsi la cause de Louis XI de France, lequel lui transféra tous les biens que tenait en Bourgogne Jean de Chalon d'Arlay prince d'Orange, dont le château de Joux ; il lui confirma en outre la faveur d'épouser sa nièce, Marie de Savoie, fille du bienheureux Amédée IX duc de Savoie et petite-fille maternelle du roi Charles VII. Philippe devint seigneur de Neuchâtel en 1487, ayant prêté serment devant les bourgeois de la ville de maintenir les droits urbains.
En 1491, Philippe de Hochberg est nommé grand chambellan de France.
Le 1er mai 1493, en remplaçant François de Luxembourg et Aymar de Poitiers, le roi Charles VIII le nomma gouverneur-sénéchal de Provence, où il résida désormais. En 1500, il a reçu de Louis XII la Lettre de naturalité et est devenu français.
Il n'eut qu'un enfant, Jeanne de Bade-Hochberg, qui hérita de la principauté de Neuchâtel. Par son mariage avec Louis Ier d'Orléans-Longueville, le titre passa aux princes de Longueville. Par contre les fiefs de Rothelin, Sausenberg et Badenweiler qui suivent une dévolution en ligne masculine, passent à son lointain cousin Christophe Ier de Bade.

## Constructions
On lui doit la construction de la galerie méridionale du château de Neuchâtel (qui porte à présent son nom) et d’un portail d'apparat.